# Lesley Manville
Lesley Ann Manville (Brighton, 12 marzo 1956) è un'attrice britannica attiva in campo teatrale, televisivo e cinematografico.
Nota per la sua collaborazione con il regista Mike Leigh nei film Belle speranze (1988), Segreti e bugie (1996), Topsy-Turvy - Sotto-sopra (1999), Tutto o niente (2002), Il segreto di Vera Drake (2004), Another Year (2010), per il quale ha ricevuto la sua prima candidatura ai BAFTA) e Turner (2014), per la sua performance nel film Il filo nascosto (2017) ha ricevuto la sua seconda candidatura al Premio BAFTA e la sua prima candidatura al Premio Oscar nella sezione miglior attrice non protagonista. Acclamata interprete teatrale, ha vinto due volte il Premio Laurence Olivier per le sue apparizioni sulle scene inglesi.

## Biografia
Nata a Brighton, Sussex, ma cresciuta nella vicina Hove, da padre tassista, ha due sorelle. Sin dall'età di otto anni studia soprano e diventa due volte campionessa del Sussex. Muove i primi passi nel mondo della recitazione da adolescente in serie televisive come King Cinder e grazie a ciò, si guadagna un posto all'età di quindici anni all'Italia Conti Stage School. Il suo primo impiego nel mondo del teatro è al West End di Londra nel musical I and Albert di John Schlesinger. Inizia così una solida carriera teatrale che la porta ad essere considerata una distinta attrice del palcoscenico. Partecipa a nuove commedie della Royal Shakespeare Company Warehouse e del Royal Court Theatre, come The Son of the Light, Savage Amusement, Tust Us, Les Liaisons Dangereuses e Lucy.
Nel 1979 incontra il regista Mike Leigh, che cercava attori della RSC che potessero improvvisare, col quale nascerà un forte sodalizio artistico sul palco e sullo schermo. Parteciperà a ben sette film di Leigh, dapprima per la televisione con Grown-Ups, poi al cinema con Belle speranze, Segreti e bugie, Topsy-Turvy - Sotto-sopra, Tutto o niente, Il segreto di Vera Drake ed Another Year. Sempre diretta da Leigh, recita nel 2011 a teatro in Grief al National Theatre. Nel 2013 prende parte al film Viaggio sola di Maria Sole Tognazzi, con Margherita Buy e Stefano Accorsi. Apprezzata interprete teatrale, nel 2013 ha vinto il Laurence Olivier Award alla miglior attrice per la sua interpretazione nel dramma di Ibsen Spettri.
Nel 2017 recita nel film Il filo nascosto di Paul Thomas Anderson, in cui affianca Daniel Day-Lewis nella sua ultima apparizione prima del ritiro dalla scene; per la sua interpretazione viene candidata all'Oscar alla miglior attrice non protagonista. Nel 2018 torna a recitare sulle scene londinesi dopo cinque anni d'assenza, quando interpreta Mary Tyrone nel dramma di Eugene O'Neill Lungo viaggio verso la notte con la regia di Richard Eyre e Jeremy Irons nel ruolo del marito James Tyrone. Aveva già interpretato Mary Tyrone accanto ad Irons nell'allestimento del dramma in scena a Bristol nel 2016, con grande plauso di critica e pubblico.

### Vita privata
Ha incontrato il suo primo marito, l'attore Gary Oldman, mentre recitava al Royal Court. Oldman la lascia due anni dopo, nel 1989, a tre mesi di distanza dalla nascita del loro figlio Alfie.
Il secondo matrimonio è stato con Joe Dixon, da cui ha divorziato nel 2004. Nel 2017 Lesley Manville viveva col figlio Alfie a East Grinstead, West Sussex.

## Filmografia

### Attrice

#### Cinema
- Ballando con uno sconosciuto (Dance with a Stranger), regia di Mike Newell (1985)
- Belle speranze (High Hopes), regia di Mike Leigh (1988)
- Segreti e bugie (Secrets & Lies), regia di Mike Leigh (1996)
- Topsy-Turvy - Sotto-sopra (Topsy-Turvy), regia di Mike Leigh (1999)
- Tutto o niente (All or Nothing), regia di Mike Leigh (2002)
- Il segreto di Vera Drake (Vera Drake), regia di Mike Leigh (2004)
- Another Year, regia di Mike Leigh (2010)
- Womb, regia di Benedek Fliegauf (2010)
- Spike Island, regia di Mat Whitecross (2012)
- Viaggio sola, regia di Maria Sole Tognazzi (2013)
- Romeo and Juliet, regia di Carlo Carlei (2013)
- The Christmas Candle, regia di John Stephenson (2013)
- Maleficent, regia di Robert Stromberg (2014)
- Turner (Mr. Turner), regia di Mike Leigh (2014)
- Rupture, regia Steven Shainberg (2016)
- Appuntamento al parco (Hampstead), regia di Joel Hopkins (2017)
- Il filo nascosto (Phantom Thread), regia di Paul Thomas Anderson (2017)
- Maleficent - Signora del male (Maleficent - Mistress of Evil), regia di Joachim Rønning (2019)
- Ordinary Love, regia di Lisa Barros D'Sa e Glenn Leyburn (2019)
- Il concorso (Misbehaviour), regia di Philippa Lowthorpe (2020)
- Uno di noi (Let Him Go), regia di Thomas Bezucha (2020)
- La signora Harris va a Parigi (Mrs. Harris Goes to Paris), regia di Anthony Fabian (2022)
- Il critico - Crimini tra le righe (The Critic), regia di Anand Tucker (2023)
- Back to Black, regia di Sam Taylor-Johnson (2024)
- Queer, regia di Luca Guadagnino (2024)

#### Televisione
- Valle di luna (Emmerdale Farm) – serial TV, 48 puntate (1975-1976)
- David Copperfield, regia di Peter Medak – film TV (2000)
- Nord e Sud (North & South), regia di Brian Percival – miniserie TV (2004)
- Poirot (Agatha Christie's Poirot) – serie TV, episodio 10x02 (2005)
- L'ispettore Barnaby (Midsomer Murders) – serie TV, episodio 13x08 (2011)
- Un'avventura nello spazio e nel tempo (An Adventure in Space And Time), regia di Terry McDonough – film TV (2013)
- Fleming - Essere James Bond (Fleming: The Man Who Would Be Bond), regia di Mat Whitecross – miniserie TV (2014)
- River, regia di Richard Laxton, Tim Fywell e Jessica Hobbs – miniserie TV (2015)
- Mum – serie TV, 18 episodi (2016-2019)
- Harlots – serie TV, 24 episodi (2017-2019)
- World on Fire – serie TV, 13 episodi (2019-2023)
- Save Me – serie TV, 4 episodi (2020)
- The Crown – serie TV, 17 episodi (2022-2023)
- I delitti della gazza ladra (Magpie Murders), regia di Peter Cattaneo – miniserie TV (2022)
- Sherwood – serie TV, 6 episodi (2022)
- Le relazioni pericolose (Dangerous Liaisons) – serie TV, episodi 1x01-1x02 (2022)
- Citadel – serie TV, 6 episodi (2023)
- Disclaimer - La vita perfetta – miniserie TV, 8 puntate, regia di Alfonso Cuarón (2024)
- Grotesquerie – serie TV, 10 episodi (2024)
- I delitti della bella di notte (Moonflower Murders), regia di Rebecca Getward – miniserie TV (2024)

### Doppiatrice
- A Christmas Carol, regia di Robert Zemeckis (2009)
- Love Life - serie TV, 10 episodi (2020) - voce narrante

## Teatrografia parziale
- I and Albert, colonna sonora di Charles Strouse, libretto di Lee Adams, regia di John Schlesinger. Piccadilly Theatre di Londra (1972)
- Il matrimonio di Figaro di Pierre-Augustin de Beaumarchais, regia di Jonathan Miller. Old Vic di Londra (1974)
- Sons of Light di David Rudkin, regia di Ron Daniels. Donmar Warehouse di Londra (1978)
- Savage Amusement di Peter Flannery, regia di John Caird. Donmar Warehouse di Londra (1978)
- Feat of the Dark di Doug Lucie, regia di Walter Donoue. Theatre Upstairs di Londra (1980)
- Top Girls di Caryl Churchill, regia di Max Stafford-Clark. Royal Court Theatre di Londra, Public Theater di New York (1982)
- Good Fun di Victoria Wood, regia di Celia Bannerman. New Vic di Bristol (1982)
- The Pope's Wedding di Edward Bond, regia di Max Stafford-Clark. Royal Court Theatre di Londra (1985)
- Come vi piace di William Shakespeare, regia di Adrian Noble. Royal Shakespeare Theatre di Stratford-upon-Avon (1985)
- Philistines di Maxim Gorky, regia di John Caird. The Other Place di Stratford-upon-Avon (1985)
- Les Liaisons Dangereuses di Christopher Hampton, regia di Howard Davies. The Other Place di Stratford-upon-Avon e Barbican Centre di Londra (1985)
- Voice on the Falklands, scritto e diretto da Lesley Manville. The Other Place di Stratford-upon-Avon (1986)
- The Dead Monkey di Nick Darke, regia di Roger Michell. The Other Place di Stratford-upon-Avon (1986)
- Serious Money di Caryl Churchill, regia di Max Stafford-Clark. Royal Court Theatre di Londra (1987)
- Tre sorelle di Anton Čechov, regia di Adrian Noble. Royal Court Theatre di Londra (1989)
- Il giardino dei ciliegi di Anton Čechov, regia di Sam Mendes. Aldwych Theatre di Londra (1989)
- La signorina Julie di August Strindberg, regia di Tom Cairns. Greenwhich Theatre di Londra (1990)
- Top Girls di Caryl Churchill, regia di Max Stafford-Clark. Royal Court Theatre di Londra e Theatre Royal di Bath (1991)
- The Wives' Excuse di Thomas Southerne, regia di Max Stafford-Clark. Swan Theatre di Stratford, Barbican Centre di Londra, Newcastle Playhouse di Newcastle (1994)
- His Dark Materials di Nick Wright, regia di Nicholas Hytner. National Theatre di Londra (2004)
- Some Girl(s) di Neil LaBute, regia di David Grindley. Gielgud Theatre di Londra (2005)
- I pilastri della società di Henrik Ibsen, regia di Marianne Elliott. National Theatre di Londra (2005)
- L'alchimista di Ben Jonson, regia di Nicholas Hytner. National Theatre di Londra (2006)
- All About My Mother di Samuel Adamson, regia di Tom Cairns. Old Vic di Londra (2007)
- Her Naked Skin di Rebecca Lenkiewicz, regia di Howard Davies. National Theatre di Londra (2008)
- The Mother di Mark Ravenhill, regia di Max Stafford-Clark. Royal Court Theatre di Londra (2008)
- Sei gradi di separazione di John Guare, regia di David Grindley. Old Vic di Londra (2010)
- Grief, scritto e diretto da Mike Leigh. National Theatre di Londra (2011)
- Spettri di Henrik Ibsen, regia di Richard Eyre. Almeida Theatre e Trafalgar Studios di Londra (2012), Brooklyn Academy of Music di New York (2015)
- Lungo viaggio verso la notte di Eugene O'Neill, regia di Richard Eyre. Bristol Old Vic di Bristol (2016), Wyndham's Theatre di Londra, Brooklyn Academy of Music di New York (2017), Wallis Annenberg Center for the Performing Arts di Los Angeles (2018)
- La visita della vecchia signora di Friedrich Dürrenmatt, adattamento di Tony Kushner, regia di Jeremy Herrin. National Theatre di Londra (2020)
- Un letto tra le lenticchie di Alan Bennett, regia di Nicholas Hytner. Bridge Theatre di Londra (2020)
- Edipo, adattamento e regia di Robert Icke. Wyndham's Theatre di Londra (2024)

## Riconoscimenti
- Premio Oscar
  - 2018 – Candidatura per la miglior attrice non protagonista per Il filo nascosto
- Golden Globe
  - 2023 – Candidatura per la migliore attrice in un film commedia o musicale per La signora Harris va a Parigi
- Premio Emmy
  - 2024 - Candidatura per la miglior attrice non protagonista in una serie drammatica per The Crown
- Premio BAFTA
  - 2011 – Candidatura per la migliore attrice non protagonista per Another Year
  - 2018 – Candidatura per la migliore attrice non protagonista per Il filo nascosto
- Premio Laurence Olivier
  - 2012 – Candidatura per la migliore attrice per Grief
  - 2014 – Migliore attrice per Spettri
  - 2018 – Candidatura per la migliore attrice per Lungo viaggio verso la notte
  - 2025 – Migliore attrice per Edipo

## Doppiatrici italiane
Nelle versioni in italiano delle opere in cui ha recitato, Lesley Manville è stata doppiata da:
- Franca D'Amato in Tupsy-Turvy - Sotto-Sopra, Another Year, Turner, Appuntamento al parco, Ordinary Love - Un amore come tanti, Il concorso, Queer, Grotesquerie
- Alessandra Korompay in Nord e Sud, Womb, Le relazioni pericolose
- Claudia Catani in Segreti e bugie, Il filo nascosto
- Roberta Gasparetti in Maleficent, Maleficent - Signora del male
- Melina Martello in La signora Harris va a Parigi, Back to Black
- Maddalena Vadacca ne I delitti della gazza ladra, I delitti della bella di notte
- Micaela Esdra in David Copperfield
- Cristina Noci in Tutto o niente
- Aurora Cancian in Romeo and Juliet
- Paola Giannetti in River
- Cristiana Rossi in The Crown[5]
- Marina Tagliaferri in Uno di noi
- Fabrizia Castagnoli in Citadel
- Margherita Sestito in Disclaimer - La vita perfetta

Da doppiatrice è sostituita da:
- Franca D'Amato in A Christmas Carol